# Funaria delicatula
Funaria delicatula är en bladmossart som beskrevs av Thériot 1920. Funaria delicatula ingår i släktet spåmossor, och familjen Funariaceae. Inga underarter finns listade i Catalogue of Life.